# Husvågen
Husvågen est une localité du comté de Nordland, en Norvège.

## Géographie
Administrativement, Husvågen fait partie de la kommune de Bø.